# 2015 في الإكوادور
فيما يلي قوائم الأحداث التي وقعت خلال عام 2015 في الإكوادور.

## سياسة

### تعيين في المنصب
- 27 سبتمبر – خوسيه فراسيسكو ثيفايوس List of Barcelona Sporting Club presidents [الإنجليزية]‏.

## رياضة
- 1 يناير – الدوري الإكوادوري لكرة القدم 2015 الفائز نادي إيميلك.
- 1 يناير – بطولة أمريكا الجنوبية لألعاب القوى للناشئين 2015
- 1 أكتوبر – تصفيات كأس العالم 2018

## وفيات

### أبريل
- 20 أبريل – غيلبرتو ألميدا (مواليد 1928) رسام إكوادوري.